# 604 Records
604 Records to wytwórnia płytowa piosenkarza Nickelback - Chada Kroegera i prawnika Jonathana Simkina, założona w 2002. Płyty przez nich wydane rozprowadzane są przez Universal Music (Kanada) i Roadrunner Records (reszta świata).
604 odnosi się do kodu jednego z obszaru miasta Vancouver, gdzie wytwórnia ma swoje biuro.

## Artyści
- Armchair Cynics
- George Canyon
- Faber Drive
- Jessie Farrell
- Marianas Trench
- The Organ
- Aaron Pritchett
- The Solution
- Speed To Kill
- The Suits XL
- Theory of a Deadman
- Thornley
- Tin Foil Phoenix
- My Darkest Days
- Rotten Bark